# David von Krafft
David von Krafft (født 1655 i Hamborg, død 1724 i Stockholm) var en svensk maler. 
20 år gammel hentedes Krafft op til Sverige af sin morbroder, den berømte Ehrenstrahl, der blev hans vejleder i kunst. Ved Ulrika Eleonora den ældres velvilje blev han 1684 sat i stand til at rejse udenlands. Opholdet her blev 12-årigt, først 1 år i Danmark, hvor han malede den kongelige familie, så i Tyskland og fra 1687 i Venedig; i Rom studerede han på et af dronning Kristina oprettet malerakademi, i Wien portrætterede han den kejserlige familie. Da han 1696 hjemkaldtes, udnævntes han til hofkontrafejer, 1719 adledes han, 1720 blev han hofintendant. 
Kraffts kunst synes snart, under trykket af bestillingernes ensformighed (således en mængde gentagelser af portrætter af Hedvig Eleonora og hendes slægt), at have stået i stampe; han malede mange, ofte gode, portrætter, f.eks. fl. af Karl XII (på Gripsholm, Drottningholm, det kulturhistoriske museum i Lund 1717) og 17 af dennes feltherrer (Drottningholm), kun undtagelsesvis historiebilleder som det store, 1712 i Kalmar Domkirke opsatte alterbillede Kristi Nedtagelse fra Korset (hvis komposition er lånt fra en italiensk mester) og Minerva holder hertug Karl Fredriks portræt i en medaillon (Drottningholm). På Frederiksborg Museum findes et portræt af Nicodemus Tessin. Fra Kraffts atelier udgik mange kunstnere, der imidlertid oftest tager hans lidet tiltalende grove malesæt, med de smudsige farvetoner, fra hans sidste tid til mønster.

## Galleri
- Portræt af dronning Hedvig Eleonora.
- Portræt af kong Stanisław I. Leszczyński af Polen.
- Miniatureportræt af prinsessen Hedvig Sofia af Sverige.
- Portræt af friherre Johan Rosenhane (1642–1710).